# Клифден
Клифден (англ. Clifden; Ан-Клохан ирл. An Clochán) — (переписной) посёлок в Ирландии, находится в графстве Голуэй (провинция Коннахт) у трассы N59. Поселение было основано в начале XIX века Джоном Д’Арси (John D’Arcy, 1785—1839), жившем в Клифденском замке (от которого нынче остались одни развалины).
Местная железнодорожная станция была открыта 1 июля 1895 года и закрыта 29 апреля 1935 года.

## Демография
Население — 1 497 человек (по переписи 2006 года). В 2002 году население было 1 355.
Данные переписи 2006 года:
| Общие демографические показатели |               |                               |                               |      |      |
| Всё население                    | Всё население | Изменения населения 2002—2006 | Изменения населения 2002—2006 | 2006 | 2006 |
| 2002                             | 2006          | чел.                          | %                             | муж. | жен. |
| 1 355                            | 1 497         | 142                           | 10,5                          | 721  | 776  |

В нижеприводимых таблицах сумма всех ответов (столбец «сумма»), как правило, меньше общего населения населённого пункта (столбец «2006»).
| Религия (Тема 2 — 5 : Число людей по религиям, 2006) |             |                |             |            |       |       |
| Католики, чел.                                       | Католики, % | Другая религия | Без религии | не указано | сумма | 2006  |
| 1 198                                                | 80,0        | 132            | 81          | 86         | 1 497 | 1 497 |

| Этно-расовый состав (Этничность. Тема 2 — 3 : Постоянное население по этническому или культурному происхождению, 2006) |            |              |       |        |        |            |       |       |
| Белые ирландцы | Лухт-шулта | Другие белые | Негры | Азиаты | Другие | Не указано | сумма | 2006  |
| 1 035 | 0          | 148          | 33    | 16     | 15     | 82         | 1 329 | 1 497 |
| Доля от всех отвечавших на вопрос, %                                                                                   |            |              |       |        |        |            |       |       |
| 77,9 | 0,0        | 11,1         | 2,5   | 1,2    | 1,1    | 6,2        | 100   | 88,81 |

1 — доля отвечавших на вопрос о языке от всего населения.
| Владение ирландским языком (Тема 3 — 1 : Число людей от 3 лет и старше по способности говорить по-ирландски, 2006) |      |            |       |       |
| Владеете ли Вы ирландским языком?                                                                                  |      |            |       |       |
| Да | Нет  | Не указано | сумма | 2006  |
| 410 | 924  | 89         | 1 423 | 1 497 |
| Доля от всех отвечавших на вопрос о языке, %                                                                       |      |            |       |       |
| 28,8 | 64,9 | 6,3        | 100   | 95,11 |

1 — доля отвечавших на вопрос о языке от всего населения.
| Использование ирландского языка (Тема 3 — 2 : Irish speakers aged 3 or over by frequency of speaking Irish, 2006) |                                                            |                                               |                                               |                                               |                                               |                                               |       |                                     |       |
| Как часто и где Вы говорите по-ирландски?                                                                         |                                                            |                                               |                                               |                                               |                                               |                                               |       |                                     |       |
| ежедневно, только в образовательных учреждениях                                                                   | ежедневно, как в образовательных учреждениях, так и вне их | в других местах (вне образовательной системы) | в других местах (вне образовательной системы) | в других местах (вне образовательной системы) | в других местах (вне образовательной системы) | в других местах (вне образовательной системы) | сумма | всего, отвечавших на вопрос о языке | 2006  |
| ежедневно, только в образовательных учреждениях                                                                   | ежедневно, как в образовательных учреждениях, так и вне их | ежедневно                                     | каждую неделю                                 | реже                                          | никогда                                       | не указано                                    | сумма | всего, отвечавших на вопрос о языке | 2006  |
| 92 | 3                                                          | 36                                            | 36                                            | 162                                           | 75                                            | 6                                             | 410   | 1 423                               | 1 497 |
| Доля от всех отвечавших на вопрос о языке, %                                                                      |                                                            |                                               |                                               |                                               |                                               |                                               |       |                                     |       |
| 6,5 | 0,2                                                        | 2,5                                           | 2,5                                           | 11,4                                          | 5,3                                           | 0,4                                           | 28,8  | 100                                 |       |

| Типы частных жилищ (Тема 6 — 1(a) : Число частных домовладений по типу размещения, 2006) |          |         |                 |            |       |       |
| Отдельный дом                                                                            | Квартира | Комната | Переносные дома | не указано | сумма | 2006  |
| 319                                                                                      | 109      | 1       | 1               | 23         | 453   | 1 497 |